# Хилков, Дмитрий Иванович
Князь Дмитрий Иванович Хилков (ум. 1564) — русский военный и государственный деятель, боярин и воевода во времена правления Ивана IV Васильевича Грозного.
Из княжеского рода Хилковы. Единственный сын родоначальника княжеского рода и воеводы князя Ивана Фёдоровича Хилка Ряполовского. Его потомки писались уже не князьями Ряполовскими, а князьями Хилковыми.

## Биография
В 1543 году князь Дмитрий Иванович Хилков был полковым воеводой в Гороховце, стоял «за городом». 1 марта 1544 года был назначен первым воеводой шестого передового полка судовой рати по Волге в Казанском походе на Казанское ханство. Затем был в 1546 году вторым полковым воеводой в Рязани «за городом» и в 1547 году вторым воеводой в Васильсурске.
В 1549 году князь Дмитрий Иванович Хилков участвовал в зимнем походе против шведов. В следующем 1550 году был отправлен под Казань строить туры и укрепления, а после был назначен первым воеводой в Мещере. В апреле 1551 года царь Иван Васильевич отправил Шигалея с казанцами и русским войском к устью р. Свияга, чтобы построить здесь крепость. Князь Дмитрий Хилков, стоявший с войском в Мещере, по царскому указу выступил первым воеводой на помощь Шигалею, а потом двинулся под Коломну, где охранял южнорусские владения от нападений крымских татар. В октябре этого же года записан в первую статью московских дворян.
В начале 1552 года воевода князь Дмитрий Иванович Хилков был вторым воеводой Передового полка в Коломне, откуда велено ему идти на помощь Туле против крымцев, а в мае послан вторым воеводой Передового полка в Казань и велено ему перед походом собирать ратных людей в Кашире, в июне с собранными служилыми людьми велено ему идти к Рославлю и ожидать здесь крымских татар для учинения отпора, откуда ходил с полком к Туле против крымцев. В августе этом же году участвовал в третьем походе царя Ивана Васильевича на Казанское ханство и отличился во время осады Казани, командуя передовым полком. Во время осады, казанцы большими силами предприняли вылазку на русские позиции. Князь Юрий Иванович Пронский-Шемякин, командовавший ертаулом, был тяжело ранен и едва не был выбит с занимаемых позиций. Князь Дмитрий Иванович Хилков во главе передового полка бросился на помощь ертаулу и «втоптал» казанцев в город. 28 июля 1552 года казанские татары большими силами вышли из города и атаковали лагерь передового полка на Арском поле. Казанцы перебили стражу и бросились на стан передового полка. Князь Дмитрий Иванович Хилков во главе своих воинов мужественно оборонялся и, несмотря на численное превосходство противника, занял удерживаемые позиции. На другой день казанцы повторили вылазку, но Д. И. Хилков успел стянуть войска и нанес татарам поражение. Во время штурма Казани князь Дмитрий Иванович Хилков получил приказ первым ударить на Кабанские ворота.
В 1553 году послан для взятия города Арска, после чего был вторым воеводой Передового полка в Коломне и у Николы Зарайского против крымцев. В 1554-1555 годах второй воевода для вылазок в Казани. В 1556 году второй воевода Передового полка нам берегу Оки.
Был вторично отправлен на воеводство в Казань, где участвовал в подавлении татарского восстания и окончательном подчинении территории Казанского ханства. За успешное подавление мятежа Д. И. Хилков был пожалован в 1557 году в бояре.
С сентября 1557 года боярин князь Д. И. Хилков второй воевода войск правой руки в Воротынске для охранения от прихода крымцев, а в июле 1558 года второй дворовый воевода в походе с Государём в Коломну по «крымским вестям». В этом же году отправлен первым воеводой в Чебоксары, где годовал. В марте 1559 года участвовал в государевом походе в Тулу по «крымским вестям». В 1560 году первый воевода, а в 1561 году второй воевода в Юрьеве-Ливонском. В 1562 году послан первым воеводой Сторожевого полка из Юрьева-Ливонского к Тарвасу против отрядов Великого княжества литовского, но затем попал в царскую опалу и в 1564 году был казнён по приказу Ивана Грозного.
Князь Дмитрий Иванович Хилков оставил после себя двух сыновей: Василия и Андрея.

## Критика
В официальных источниках о казни князя Дмитрия Ивановича Хилкова не сообщается. В синодике опальных людей Ивана Грозного его имя не указано.
О казни князя Дмитрия Ивановича Хилкова сообщает только в своих письмах к Ивану Грозному князь А. М. Курбский: «Тогда же, в те же лета …убит за повелением сего княжа Ряполовского Дмитрия, муж в разуме много и зело храбр, искусен же и свидетельствован от младости в богатырских вещах, ибо немало, яко всем того ведома, выиграл битв над безбожными измаилтянами, аже на дикое поле за ними далеко ходяще. Се, выслужил! Главою заплатил! От жены и деток оторвал и внезапной смерти велел предать». О казни князя с конфискацией родовой вотчины писал историк С. Б. Веселовский. По Шереметьевскому списку думных чинов о казни не сообщается, но приводится дата выбытия 1563/64 года.